# Krešimir Ćosić

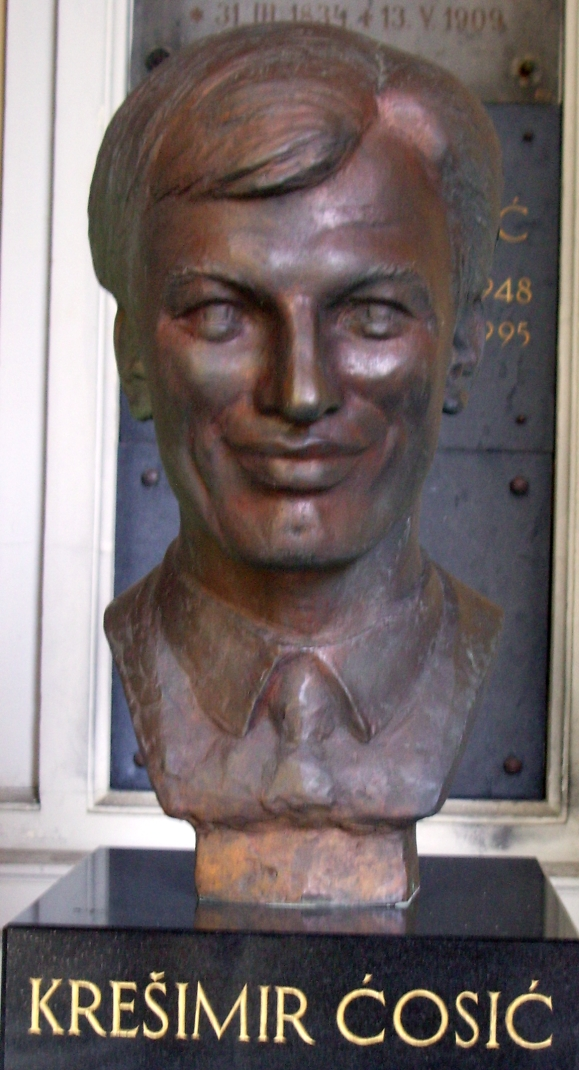
Byst föreställande Krešimir Ćosić.

Krešimir Ćosić, född 26 november 1948 i Zagreb, dåvarande Jugoslavien, död 25 maj 1995, var en kroatisk basketspelare.

## Landslagskarriär
Krešimir Ćosić var jugoslavisk representant som tog OS-guld 1980 i Moskva. Detta var Jugoslaviens första guld i herrbasket vid olympiska sommarspelen. Han var även med då Jugoslavien tog OS-silver både 1976 i Montréal och 1968 i Mexico City. Hans karriär var så framgångsrik att han idag är med i Naismith Memorial Basketball Hall of Fame.